# ヴァルター・モンパー

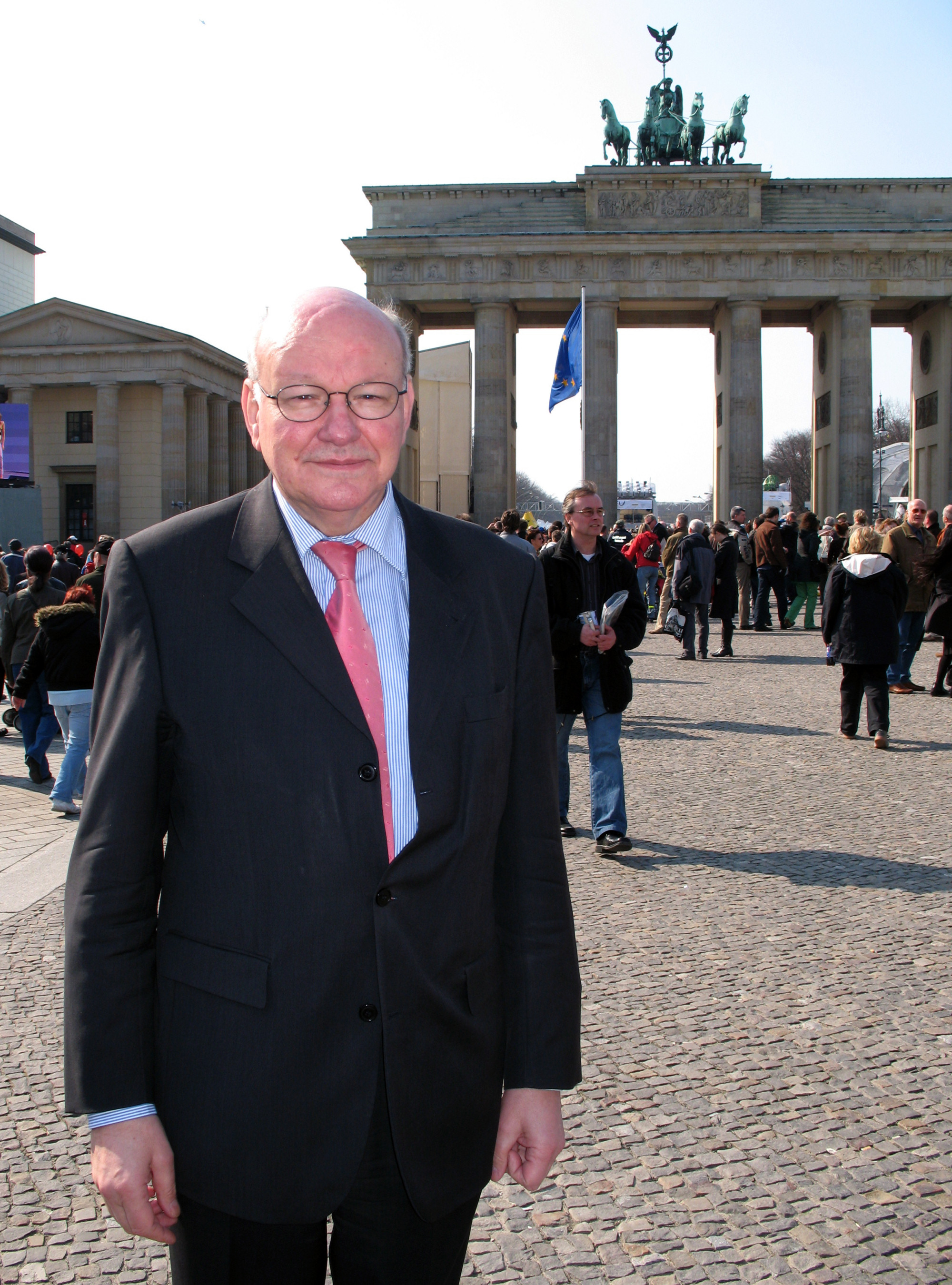
モンパー（2007年）

ヴァルター・モンパー（Walter Momper, 1945年2月21日 - ）は、ドイツの政治家、政治学者。所属政党はドイツ社会民主党 (SPD)。ベルリンの壁崩壊当時の西ベルリン市長。その後2001年から2011年までベルリン市議会議長を務めた。

## 経歴
ニーダーザクセン州ズーリンゲンに生まれる。ブレーメンの学校に通い、アビトゥーア合格後の1964年にミュンスター大学、ミュンヘン大学、ベルリン自由大学で政治学、歴史学および経済学を学ぶ。1969年に政治学の学位を取得。1967年にSPDに入党。ベルリン自由大学で政治学研究所の助手となる。1970年にプロイセン文化財団資料室に転じる。1972年から1986年まで、ベルリン歴史委員会に勤務し事務局長を務める。
1975年、西ベルリン市議会議員に当選。1985年からは同議会のSPD議員団長を務める。翌年ベルリン州の党代表に就任（ - 1992年）。1988年、SPDの全国執行部委員に選出される（ - 1993年）。1989年の市議会議員選挙を市長候補として戦い、事前の予想に反して現職エーベルハルト・ディープゲン市長のドイツキリスト教民主同盟 (CDU) を破り、3月に西ベルリン市長に選出された。SPDと緑の党の連立であった。モンパーの内閣はドイツ史上初めて女性（8人）が男性（6人）の数を上回った。

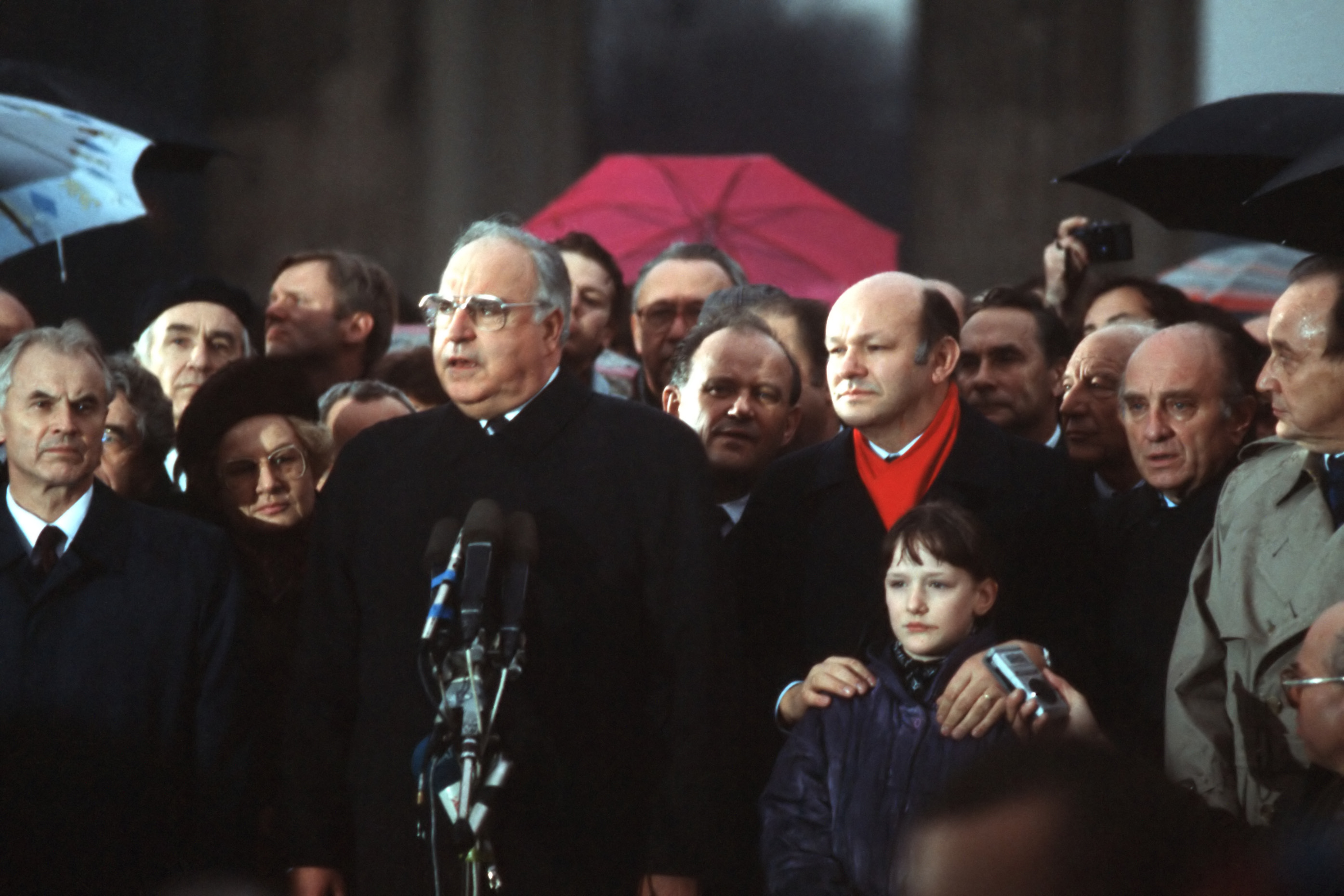
ブランデンブルク門開放祝賀式典に参列するモンパー（赤いマフラーの人物）。左隣が西ドイツ首相ヘルムート・コール、左端が東ドイツのモドロウ首相（1989年12月22日）

折しも市長就任当時は東欧革命の真っ最中であった。11月9日夕刻、突如ベルリンの壁が崩壊した。モンパーによれば、東ドイツ・社会主義統一党のギュンター・シャボフスキー政治局員（党ベルリン地区委員会第一書記兼務。ベルリンの壁崩壊の直接のきっかけを作った）やエアハルト・クラック東ベルリン市長が、既に10月29日から壁の崩壊を見越して接触してきていたという。モンパーの「ベルリンよ、喜べ」という言葉が世界を駆け巡り、赤いマフラーがトレードマークのモンパーは一躍世界の有名人になった。12月には東ドイツ首相ハンス・モドロウと会見し、国レベルに先駆けて地域統合の協議をもった。

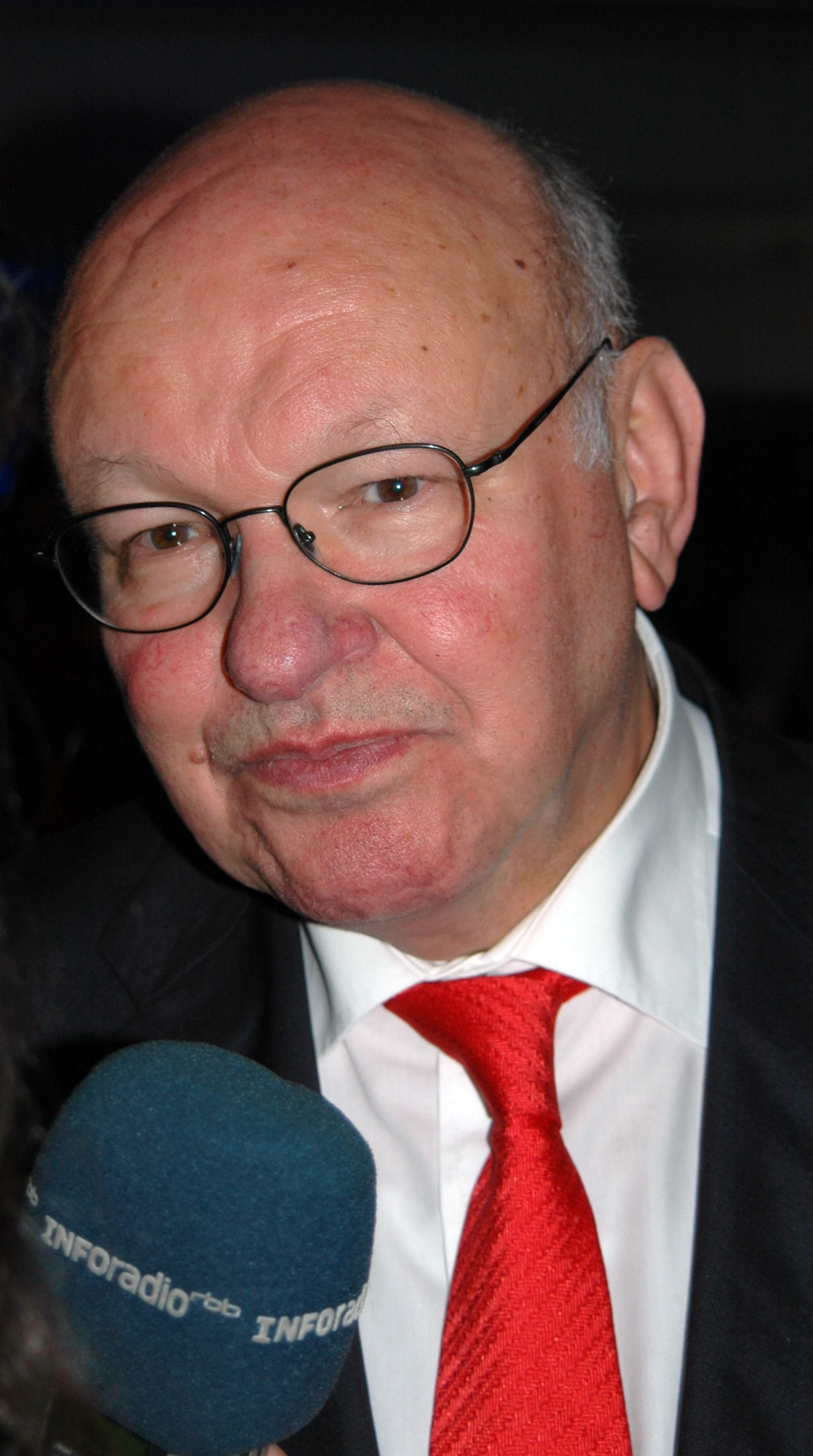
Walter Momper (2014)

1989年11月から1990年10月まで、連邦参議院議長を持ち回り順により務めた。モンパーのベルリン州政府は、アヴスに100 km/hの制限を加える、ベルリン交通公社のバスのため専用車線を設けるなどの決定を行った。翌1990年11月、マインツ通りの空住居を不法占拠する活動家を警察を使って排除したことに抗議して、緑の党がSPDとの連立を解消。そのため12月に行われた選挙でSPDはCDUに敗れ、翌年1月にディープゲンが市長に返り咲いた。モンパーは1992年に州の党代表を辞任した。1992年からモンパーは不動産会社を経営しており、政治との混同が批判されたためであった。
1995年の市議会議員選挙では、再び市長に挑戦しようとしたが、党内投票で敗れた。この年市議会議員を辞したが、1999年の市議会選挙に再び市長候補として立候補し、議員に当選したもののディープゲン市長のCDUに敗れ政権奪還はならなかった。これにより市議会副議長に就任した。2001年の市議会の前倒し選挙ではSPDが第一党になり、モンパーは市議会議長に選出された。
2006年の市議会選挙後の市長指名投票の際、SPDのクラウス・ヴォーヴェライト候補は74票を獲得し過半数を必要とする指名に1票足りなかったが、勘違いしたモンパー議長は就任宣誓に進めてしまった。野党の指摘で間違いに気付き謝罪したが、野党の要求する辞任は拒否した。
2011年のベルリン市議会選挙には出馬せず、政界を引退した。